# Leonit Abazi
Leonit Abazi (ur. 5 lipca 1993 w Gnjilanem) – kosowski piłkarz, były członek albańskiej reprezentacji U-21 oraz reprezentacji Kosowa.